# Asesinato de Jo Cox
Jo Cox, una política británica fue asesinada por un ciudadano británico de 52 años vinculado al grupo neonazi estadounidense Alianza Nacional. Es el primer asesinato de un diputado del Parlamento británico en 26 años.

## Prehistoria
Jo Cox fue una política británica del Partido Laborista que representó a la circunscripción de Batley & Spen entre 2015 y 2016, como miembro del parlamento británico.
Durante su período en el parlamento de Westminster ella reclamó más ayuda humanitaria para las víctimas de la guerra de Siria.
Jo defendía la inmigración y llamaba a los votantes a no creer que el Brexit era la manera adecuada de afrontar los desafíos que esta plantea, instando a los ciudadanos británicos a «no caer en la trampa» y a votar en el referéndum por la permanencia en la UE.

## Asesinato
El 16 de junio de 2016, en medio de la campaña del Referéndum sobre la permanencia del Reino Unido en la Unión Europea, Jo Cox fue asesinada a puñaladas y disparos repetidos en Birstall por Thomas Mair, un ciudadano británico de 52 años vinculado al grupo neonazi estadounidense Alianza Nacional que gritó "Britain First" mientras la mataba. Thomas Mair tiene problemas mentales. El  fue sentenciado a cadena perpetua por el Old Bailey el 23 de noviembre de 2016.